# Suberites baffini
Suberites baffini är en svampdjursart som beskrevs av Brøndsted 1933. Suberites baffini ingår i släktet Suberites och familjen Suberitidae. Inga underarter finns listade i Catalogue of Life.